# 莉齊·波普
莉齊·波普（Lizi Pop，2004年9月19日—），本名麗莎·賈帕里澤（羅馬化：Liza Japaridze），格魯吉亞女歌手。她曾代表喬治亞參加了在馬耳他舉行的2014年歐洲青少年歌唱大賽，並演唱了歌曲《Happy Day》。
莉齊·波普最終獲得第十一名，這是喬治亞在歐洲青少年歌唱大賽中最差的成績。然而，《Happy Day》多年來一直是歐洲青少年歌曲大賽官方YouTube頻道上觀看次數最多的視頻，之後被羅沙娜·維奇爾的歌曲《Anyone I Want To Be》超越 。
她與海倫·卡蘭達澤共同主持了在第比利斯舉行的2017年歐洲青少年歌唱大賽，是首位主辦該比賽的前參賽者，同時也是歷屆第二年輕的主持人。